# Русский бунт
«Ру́сский бунт» — российский исторический фильм, снятый по мотивам сочинений А. С. Пушкина «Капитанская дочка» и «История Пугачёва».

## Сюжет
Молодой офицер Гринёв попадает на службу в отдалённую Белогорскую крепость на границе киргизско-кайсацких степей. Там он знакомится с дочерью коменданта крепости Машей, а также с честолюбивым и самовлюблённым офицером Швабриным. Видя в Гринёве соперника в попытках завоевать Машу, Швабрин провоцирует дуэль. В это время разгорается Пугачёвское восстание. Белогорская крепость взята, а родители Маши убиты. Швабрин соглашается перейти на службу к Пугачёву, чтобы сохранить себе жизнь. Гринёв отказывается, но Пугачёв милует его и отпускает, так как тот ранее одарил его видным тулупом, помогшим ему разыграть роль беглого царя. Впоследствии Гринёв повторно едет в Белогорскую крепость, чтобы освободить Машу. После взятия крепости царскими войсками арестованный Швабрин из мести доносит на Гринёва, и тому грозит гражданская казнь. Но отчаянное ходатайство Маши перед императрицей Екатериной II спасает Гринёву его честное имя.

## В ролях
- Владимир Машков — Емельян Пугачёв
- Матеуш Даменцкий — Пётр Гринёв (озвучивание Марат Башаров)
- Сергей Маковецкий — Алексей Швабрин
- Каролина Грушка — Маша Миронова (озвучивание Чулпан Хаматова)
- Владимир Ильин — Савельич
- Юрий Беляев — комендант Миронов
- Наталья Егорова — Василиса Егоровна
- Юрий Кузнецов — Иван Игнатьевич
- Юозас Будрайтис — губернатор Оренбурга
- Ольга Антонова — Екатерина II
- Александр Ильин — Хлопуша
- Михаил Филиппов — генерал-аншеф Пётр Панин
- Пётр Зайченко — Пьянов
- Андрей Дударенко — Белобородов
- Ксения Громова — Палашка
- Константин Юшкевич — Максимыч
- Сергей Варчук — Зурин
- Мария Миронова — Харлова
- Александр Вершинин — Харлов
- Владимир Литвинов (озвучивание: Владимир Антоник) — отец Гринёва
- Юрий Чулков — граф Алексей Орлов

## Съёмки
Для съёмки фильма на Красной горе возле посёлка Саракташ Оренбургской области сотрудниками и студентами Оренбургского аграрного университета под руководством художников-постановщиков фильма были выстроены деревянные декорации, изображающие Белогорскую крепость — избы, мельница, церковь, крепостная стена — которые сохранились до сих пор и используются в качестве музея под открытым небом.

## Награды и номинации
- Берлинский кинофестиваль (2000) — Номинация на приз «Золотой медведь»
- Кинопремия «Ника» (2001):
  - Премии:
    - Лучшая работа художника по костюмам — Наталья Полях
    - Лучший звук — Александр Хасин, Юрий Рейнбах
    - Лучшая работа художника-постановщика — Александр Толкачёв, Владимир Ермаков

  - Номинации:
    - Лучшая роль второго плана (Сергей Маковецкий)
    - Лучшая операторская работа (Сергей Юриздицкий)
- Фестиваль «Кинотавр» (2000):
  - Призы:
    - Специальный приз жюри (фильму «Русский бунт»)
    - Лучшая мужская роль (Сергей Маковецкий)
    - Приз имени Микаэла Таривердиева за лучшую музыку к фильму (Владимир Мартынов)
- Фестиваль «Лiстапад» (2000):
  - Призы:
    - Гран-при «Золото Лiстапада»

## Галерея
- Униформа барабанщика музыкантской команды Преображенского полка (1997—8). Фильм «Русский бунт». Государственный центральный музей кино
- Зимний наряд Маши Мироновой
- Наряд Василисы Егоровны Мироновой